# Diarrea associata agli antibiotici
Con diarrea associata agli antibiotici, in breve dall'inglese AAD, ci si riferisce alla evacuazione di feci non formate, acquose o molli, tre o più volte al giorno, dopo l'assunzione di farmaci usati per trattare le infezioni batteriche (antibiotici). Secondo alcuni studi e linee guida la AAD è considerata clinicamente significante se si manifesta per almeno 2 giorni. La diarrea è una complicanza comune della terapia antimicrobica. Molto spesso, la diarrea associata agli antibiotici è lieve e non richiede trattamento. La diarrea in genere si risolve entro pochi giorni dall'interruzione dell'assunzione dell'antibiotico. La diarrea associata agli antibiotici più grave potrebbe richiedere l'interruzione o la modifica dei farmaci antibiotici. L'AAD è un problema clinico comune, normalmente lieve, che però può progredire o complicarsi in una malattia grave e pericolosa per la vita se non viene riconosciuta e trattata rapidamente.
La denominazione "diarrea associata agli antibiotici" è spesso considerata sinonimo di infezione da Clostridioides difficile quando il C. difficile è la causa di solo il 10-20% di tutti i casi di diarrea associata agli antibiotici. In effetti, l'AAD può svilupparsi attraverso una varietà di meccanismi e manifestarsi attraverso un'ampia gamma di segni e sintomi clinici. Per una migliore prevenzione e riconoscimento dell'AAD, è importante comprendere la fisiopatologia e i fattori di rischio per l'AAD. Sebbene Clostridium difficile continui ad essere il patogeno identificabile più comune dell'AAD, molti pazienti con AAD possono essere gestiti attraverso una varietà di misure conservative. Ci sono delle importanti distinzioni tra AAD aspecifico e la colite associata agli antibiotici.
La AAD è clinicamente significativa in ambito pediatrico.

## Storia
La diarrea associata agli antibiotici è diventata un problema di salute pubblica negli anni '50, quando è aumentato l'uso di antibiotici ad ampio spettro, tra cui tetraciclina e cloramfenicolo. Tuttavia, all'epoca, la diarrea associata agli antibiotici era considerata un effetto collaterale minore dell'uso di antibiotici, fino a quando uno studio non rilevò che una significativa percentuale (10%) dei trattamenti con clindamicina era associato a enterocolite pseudomembranosa (CPM), una condizione rara ma grave. A lungo si è pensato che il principale agente causale fosse un virus o lo Staphylococcus aureus. Nel 1977-1978 fu possibile stabilire una connessione tra la AAD e il batterio anaerobico Clostridioides difficile. Negli anni '80, i focolai di infezione da C. difficile acquisita in ospedale hanno attirato l'attenzione e negli anni '90 la ricerca si è concentrata sullo studio dell'infezione da C. difficile, compresa la sua patogenesi, i meccanismi di diffusione e i fattori di rischio.

## Epidemiologia
La probabilità di soffrire di diarrea per chi assume antibiotici è del 5-35% e dipende dal tipo di antibiotico, dalla salute del paziente e se il paziente è esposto a un gran numero di agenti patogeni. A causa della salute generalmente peggiore e delle possibili trasmissioni di infezioni ospedaliere, i pazienti ospedalizzati hanno maggiori probabilità di soffrire di diarrea associata agli antibiotici rispetto al trattamento ambulatoriale.
La prevalenza globale di AAD, con l'inclusione degli attacchi da lievi a moderati senza ulteriore valutazione diagnostica clinica, non è ben stabilita. I tassi di attacco variano a seconda dell'antibiotico utilizzato, del contesto epidemiologico e dell'ospite. Frequenze aumentate si trovano nei bambini e nell'età avanzata. Inoltre, la malattia sottostante, i recenti interventi chirurgici e i farmaci che alterano la motilità intestinale sono fattori che aumentano il rischio di sviluppo di AAD La prevalenza riportata da vari studi varia dal 3,2 al 29,0%. Sulla base di una meta-analisi che studia il valore dei probiotici per la prevenzione dell'AAD, è stata stimata una prevalenza ponderata dell'AAD del 14% nelle popolazioni di controllo. Tra tutti i casi di AAD, il 10-20% è correlato con l'infezione da Clostridium difficile determinando un'incidenza media stimata negli ospedali belgi di 0,91 per 1000 ricoveri ospedalieri nel 2011.

## Eziopatogenesi
Esistono tre diverse cause di malattia:
- La maggior parte dei casi di AAD clinicamente lievi è un effetto diretto dell'antibiotico o di additivi dell'antibiotico sull'intestino, che stimola così un movimento più veloce del contenuto intestinale, la cosiddetta peristalsi, dovuta a disturbi funzionali del metabolismo dei carboidrati intestinali o degli acidi biliari o agli effetti farmacologici sulla motilità, che porta ad una diarrea pastosa. L'eritromicina ha dimostrato di agire come recettore della motilina. Amoxicillina/clavulanati: aumenta della motilità notturna ma non diurna dell'intestino tenue, misurata mediante manometria duodeno-digiunale. La neomicina somministrata per via orale alla dose di 3-12 g / di e provoca sintomi gastrointestinali e malassorbimento. L'effetto è innocuo e scompare quando l'antibiotico viene interrotto.[4]
- dal 10 al 20% dei casi si tratta di un'infezione correlata ad un disequilibrio nel biota intestinale. L'antibiotico distrugge alcuni dei batteri (simbionti) che vivono normalmente nell'intestino, in particolare i microrganismi della flora intestinale sensibili a questo antibiotico. I germi più resistenti o meno sensibili possono colonizzare l'intestino moltiplicandosi rapidamente perché ci sono meno batteri concorrenti nell'area e causare la diarrea. Di solito è una diarrea da innocua a moderata. In rari casi, tuttavia, può verificarsi una pericolosa perdita di liquidi e sali attraverso l'intestino. Particolarmente temuta è l'infezione da Clostridioides difficile, che può esacerbarsi nella colite pseudomembranosa e nella colite fulminante. Anche le infezioni da Salmonella possono essere favorite da alcuni antibiotici. Vari studi rilevano che anche altri batteri come lo Staphylococcus aureus, Clostridium perfringens, Klebsiella oxytoca, Klebsiella pneumoniae o funghi come la Candida albicans o la Candida tropicalis potrebbero essere la causa della diarrea.[7][21] L'assunzione di antibiotici più frequentemente associata a feci positive per lo S. aureus sono tetracicline, cloramfenicolo e neomicina e la patologia è evidente nell'intestino tenue, che è atipico per la AAD. Anche se vari studi hanno riscontrato nelle feci di affetti da AAD la Candida o ceppi di S.aureus resistente alla meticillina non c'è generale consenso sul fatto che lo S.aureus e la Candida siano un agente causale della AAD e della colite da antibiotici.[4][22][23][24] L'assunzione di antibiotici più frequentemente associata a feci positive per il C.difficile (sia ceppi tossigenici che non tossigenici) sono: penicilline, clindamicina, cefalosporine; ma stanno emergendo ceppi ipervirulenti, resistenti a fluorochinoloni e carbapenemi.
- La diarrea si verifica raramente come parte di una reazione allergica o tossica dell'intestino agli antibiotici. La morte delle cellule intestinali provoca una grave diarrea. Nella reazione allergica, tuttavia, lo shock anafilattico è solitamente la complicanza più pericolosa.

## Diagnosi
La diarrea prolungata può indicare una diarrea associata agli antibiotici se gli antibiotici sono stati utilizzati nei due mesi precedenti o se chi ne soffre è stato recentemente ricoverato in ospedale. Nel caso non sia possibile rilevare l'agente patogeno, la diagnosi può essere basata sul fatto che sono stati utilizzati degli antibiotici, escludendo altri possibili fattori che causano la diarrea. Diarree acute con un recente ricovero in ospedale possono indicare l'infezione da C. difficile, che può essere rilevato utilizzando appropriati test di laboratorio.
Per i pazienti con diarrea grave e fattori di rischio per la diarrea associata a Candida, test quantitativi per la Candida nelle feci possono chiarire questa associazione. Per la diagnosi di diarrea associata alla Candida, è necessario trovarne più di 105 cfu/mL e forme miceliali nelle feci. Se le feci sono negative per le tossine di C. difficile e per la candidosi, in pazienti con sintomi gravi, S. aureus, C. perfringens, Klebsiella, Salmonella o altre cause convenzionali di disturbi gastrointestinali e malassorbimento, rare ma possibili, dovrebbero essere considerati.
La colonscopia può essere presa in considerazione per i pazienti con AAD severa che sono negativi per la tossina di C. difficile. La colonscopia può rilevare i cambiamenti tipici della colite pseudomembranosa, della colite emorragica segmentaria o di altre cause di colite ulcerosa o diverticolite.

## Clinica
L'AAD ha uno spettro di gravità che include: diarrea lieve non complicata, diarrea grave o acuta, colite e colite pseudomembranosa.
Per la maggior parte delle persone, la diarrea associata agli antibiotici causa segni e sintomi lievi, come:
- Feci non formate
- Movimenti intestinali più frequenti

È probabile che la diarrea associata agli antibiotici inizi circa una settimana dopo aver iniziato a prendere un antibiotico. A volte, tuttavia, la diarrea e altri sintomi non compaiono fino a giorni o addirittura settimane, anche 8, dopo aver terminato il trattamento antibiotico.

### Infezione da Clostridium difficile
C. difficile è un batterio produttore di tossine che può causare una diarrea più grave associata agli antibiotici. Oltre a causare feci molli e movimenti intestinali più frequenti, anche oltre 10 scariche acquose/die, l'infezione da C. difficile può causare:
- Dolore addominale inferiore e crampi
- Febbre
- Feci con sangue o pus
- Nausea
- Perdita di appetito

La AAD associata all'infezione da C.difficile a causa di ceppi ipervirulenti e resistenti agli antibiotici è un emergente problema sanitario di rilievo. Lo spettro clinico delle malattie associate a C. difﬁcile varia da infezione asintomatica, diarrea senza colite, colite non pseudomembranosa con o senza diarrea e colite pseudomembranosa fino alla colite fulminante. Le forme esacerbate e le complicanze possono portare alla morte. C. difﬁcile è responsabile di AAD solo nel 10% –20% dei casi, ma in quasi tutti i casi di CPM associata ad antibiotico il test di coltura tissutale per la tossina C. difﬁcile B è positivo. La percentuale di recidive della AAD associata all'infezione da C.difficile è alta.

### Colite associata agli antibiotici
Se si sviluppa la colite la diarrea è solitamente più intensa ed è associata a dolori / crampi addominali, febbre che supera i 40 °C, ipoalbuminemia e leucocitosi. La presenza di colite, senza enterite, suggerisce che si tratti di AAD da C.difficile. La colite può essere diagnosticata mediante colonscopia quando si notano alterazioni infiammatorie (eritema, friabilità o edema) mediante biopsia, ma non sono presenti pseudomembrane. Può essere diagnosticata anche tramite tomografia computerizzata. L'esame istologico per la colite associata al C.difficile può rivelare "lesioni sommitali" o "lesioni vulcaniche" in cui le cellule infiammatorie e i detriti vengono espulsi nel lume del colon. La sigmoidoscopia di pazienti con Klebsiella oxytoca di solito rivela una colite diffusa o segmentale.

## Terapia
Il trattamento della AAD varia sensibilmente in funzione delle sue cause e di quanto è grave.
La AAD può essere trattata quando è lieve bevendo molti liquidi per sostituire l'acqua del corpo che è stata persa a causa della diarrea, evitando temporaneamente i latticini e gli alimenti che contengono farina di frumento (pane, maccheroni, pizza), e alimenti ricchi di fibre, come frutta, mais e crusca. L'utilità di medicinali antidiarroici è controversa. Questi medicinali possono interferire con la capacità dell'intestino di espellere batteri e tossine nocivi dal corpo attraverso le feci.
Per i casi non complicati di AAD durante un trattamento antibiotico, una misura prudenziale è interrompere o cambiare l'antibiotico, se possibile
Quando la AAD è più grave è maggiore la probabilità che sia una manifestazione dell'infezione da C. difficile. L'AAD correlata all'infezione da C.difficile, in specifiche condizioni di rischio, può esacerbarsi o complicarsi, anche in tempi relativamente brevi, fino a esiti anche fatali.
Nei casi più gravi in cui è nota la causa infettiva dell'AAD, si raccomandano antibiotici specifici mirati contro questi patogeni. Per il C. difficile, si raccomandano due antibiotici: vancomicina orale e metronidazolo. È stato dimostrato che la vancomicina è più efficace nel ridurre il tempo fino alla guarigione della diarrea (una media di 3 giorni) rispetto al metronidazolo (una media di 5 giorni).
La crescita eccessiva di candida può essere trattata con nistatina (da 250 000 a 1 000 000 U per via orale tre o quattro volte al giorno) e la risposta alla terapia antifungina può essere attesa entro 3-7 giorni.
Se il trattamento farmacologico non riesce a sradicare l'infezione da C. difficile, può essere consigliato un trapianto fecale.
Circa il 3% delle persone con infezione da C. difficile si ammalerà gravemente, con febbre alta, forte dolore addominale e megacolon tossico che può essere visualizzato con una tomografia computerizzata). Questi pazienti dovrebbero essere valutati da un chirurgo. Se il chirurgo è preoccupato che l'intestino possa svilupparsi una perforazione, che può rendere necessario un intervento chirurgico d'urgenza per rimuovere la parte interessata del colon.
La chirurgia dovrebbe essere considerata l'ultima risorsa per alcuni pazienti con casi gravi o intrattabili di CPM, megacolon tossico o colite fulminante. La frequenza di colectomie è circa di 3,4 su 1000 casi di AAD da C.difficile ma il tasso di mortalità in questi pazienti è alto (34-57%).
I pazienti con malattia grave trattati con colectomie d'emergenza (subito dopo la diagnosi di AAD di C. difficile) hanno un tasso di mortalità significativamente inferiore (34%) rispetto ai pazienti trattati con metronidazolo o vancomicina prima dell'intervento chirurgico (57%).
L'efficacia dei probiotici nel trattamento delle infezioni causa di AAD non è dimostrata.
In caso di reazioni allergiche, l'eccessiva risposta del sistema immunitario deve essere rapidamente soppressa con immunomodulatori come gli steroidi.

## Prevenzione
Un ridotto e corretto utilizzo degli antibiotici, solo quando è necessario, riduce il rischio di AAD.
Diversi studi hanno dimostrato che i probiotici possono prevenire l'insorgenza di diarrea associata agli antibiotici somministrandoli in via profilattica o contemporaneamente alla necessaria terapia antibiotica. Ad esempio, uno studio controllato, randomizzato, in doppio cieco del 1999, condotto su 202 bambini di età compresa tra 6 mesi e 10 anni (di cui 188 inclusi nell'analisi), ha mostrato che in 25 dei 95 bambini nel gruppo placebo la diarrea si è verificata dopo la necessaria terapia antibiotica, mentre si è manifestata solo in 7 dei 93 bambini dei bambini trattati con Lactobacillus rhamnosus GG (= gruppo verum).
In un altro studio controllato, randomizzato in doppio cieco del 2005, condotto su 269 bambini di età compresa tra 6 mesi e 14 anni (di cui 246 inclusi nell'analisi), è stato dimostrato che nel gruppo placebo, 22 bambini su 127 hanno sviluppato diarrea associata agli antibiotici, mentre l'assunzione di Saccharomyces boulardii ha causato questo tipo di diarrea solo in 4 bambini su 119. Un altro studio ha utilizzato una quantità definita di yogurt (227 g) come integratore alimentare in parallelo con gli antibiotici. Risultato: la somministrazione di yogurt ha dimezzato il numero di pazienti con diarrea e ridotto il numero totale di giorni con diarrea in modo ancora più significativo: solo il 12% (rispetto al 24%) nel gruppo dello yogurt lamentava diarrea; e 23 giorni di diarrea nel gruppo yogurt sono stati confrontati con 60 giorni di diarrea nel gruppo non yogurt.
Una meta-analisi in cui sono stati valutati nove studi controllati randomizzati giunge alla conclusione che i probiotici sono utili nella prevenzione della diarrea associata agli antibiotici. Un lievito, Saccharomyces boulardii CNCM I-745 (S. boulardii) e un probiotico batterico, Lactobacillus rhamnosus GG, sono i più efficaci per questa indicazione. Va notato che i batteri (come i lattobacilli) vengono attaccati dagli antibiotici e quindi l'antibiotico deve essere assunto con un ritardo di qualche ora rispetto al probiotico batterico, specie se si tratta di tetracicline o altri antibiotici inibitori della sintesi proteica.

## Prognosi
Nel complesso, la prognosi della AAD è eccellente. Quasi tutti gli adulti con diarrea lieve associata agli antibiotici guariscono completamente senza complicazioni.
Nei casi gravi ospedalizzati, in alcuni studi, la mortalità dei pazienti con AAD da C. difficile risulta da 1,5 a 4 volte superiore a quella del gruppo di controllo, a parità di età, sesso, malattia sottostante; anche se dai dati rilevati l'AAD da C. difficile non può essere considerata un predittore indipendente di mortalità.
Tra le persone con AAD da C. difficile, dal 15% al 35% il problema si ripresenta entro otto settimane dalla fine del trattamento con metronidazolo. Quasi tutti questi pazienti possono essere trattati con successo con un secondo ciclo di farmaci.